# John Iley
John Iley, född 29 september 1967 i Stratford-upon-Avon, är en brittisk aerodynamiker som arbetat för formel 1-stall som Jordan, Renault, Ferrari, McLaren och Caterham.
Iley har arbetat som aerodynamiker inom fordonsdesign sedan 1990-talet. Han anställdes efter sin examen från Lanchester (Coventry) Polytechnic 1990 av Brun Technics. 1991–1992 arbetade han för Allard Motorsport med Allard J2X-C, en sportprototyp för grupp C, och för Spice Cars med bilar i IMSA GTA och IMSA Camel Lights. 1993–1997 arbetade han med Indy Racing League-bilar för Newman-Haas, Lola Indycars och Swift Indycars.
1997 började han arbeta som aerodynamiker för formel 1-stallet Jordan och 1998–2001 var han stallets chefsaerodynamiker. 2002–2003 var han chefsaerodynamiker för Renault och 2004–2009 var han chefsaerodynamiker för Ferrari. Han fick lämna Ferrari i juli 2009, efter ett dåligt år för stallet.
I början av 2010 började han arbeta för McLaren. 2012 gick han över till Caterham. Han lämnade Caterham efter en omstrukturering 2014.
Från och med 2015 har han drivit sitt eget företag, Iley Design.